# Mysia Wieża w Bingen

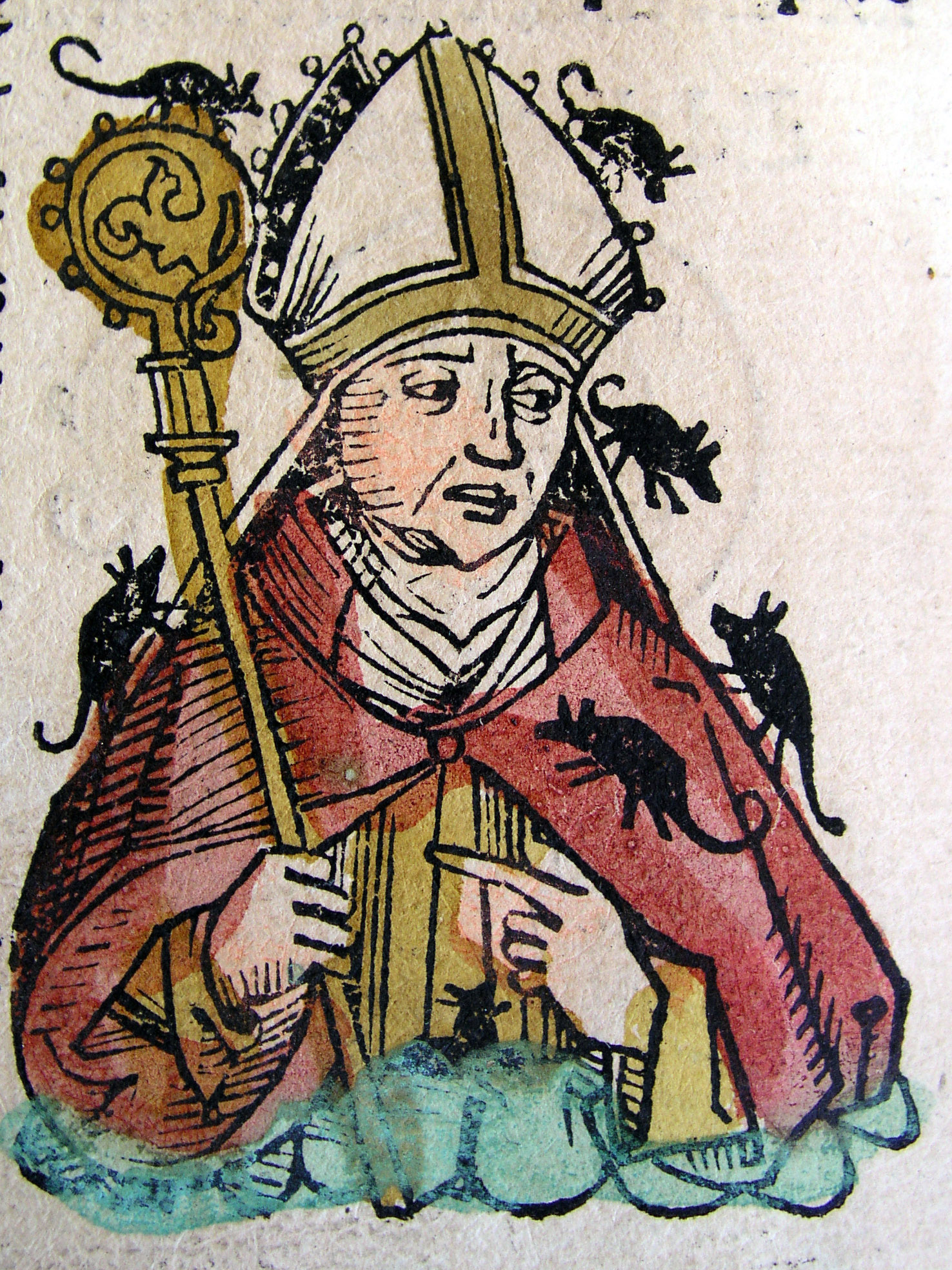
Hatto – arcybiskup Moguncji. Ilustracja z Liber chronicarum (1493). Hatto jest tu przedstawiony jako zjadany żywcem przez myszy, tak jak opisuje to legenda.

Mysia Wieża (niem. Mäuseturm) – kamienna wieża zbudowana na niewielkiej wyspie na Renie, niedaleko Bingen am Rhein (obecnie w granicach administracyjnych tego miasta). 

## Historia
Jako pierwsi budowlę w tym miejscu wznieśli Rzymianie. Następnie teren przeszedł pod władzę Frankonii, a wieża była wielokroć burzona i odbudowywana.
Hatto II, arcybiskup Moguncji, odbudował ją w 968 r. Historia o pochodzeniu nazwy „Mysia Wieża” jest podaniem ludowym. Według niego Hatto II był okrutnym władcą, który ciemiężył i wyzyskiwał chłopów w swych włościach. Na wieży ustawił zbrojnych w kusze wojów, nakazując im strzelać do załóg przepływających rzeką łodzi, w razie gdyby odmówili opłacenia trybutu. Podczas klęski głodu w 974 r. Hatto, dysponujący zapasami ziarna, korzystał z monopolu, podwyższając ceny do tego stopnia, że większość jego poddanych nie była w stanie go nabyć i przymierała głodem.
Chłopi wzniecili bunt, a wówczas Hatto użył podstępu. Obiecał dostarczyć pożywienie głodującym poddanym, każąc im czekać na nie w opuszczonej stodole. Chłopi byli uradowani obiecaną im dobrodusznością i wszyscy udali się we wskazane im miejsce, by czekać na arcybiskupa i żywność.
Hatto nakazał sługom zamknąć i zabezpieczyć drzwi stodoły, a następnie podpalić ją, tym samym skazując chłopów na śmierć w ogniu. Mówił przy tym: „Są jak myszy, jedyne co potrafią, to jeść ziarno”. Nagle został otoczony przez armię myszy. Uciekał przed nimi łodzią do swego zamku, mając nadzieję, że myszy nie popłyną za nim. Te jednak popłynęły. Wiele z nich utonęło, ale jeszcze więcej dotarło na wyspę. Tam przegryzły się przez wrota i dotarły do górnych komnat, gdzie znalazły Hatto i pożarły go żywcem.
Historia o Mysiej Wieży i okrutnym władcy ma kilka wariantów, dotyczących różnych władców. Jednakże wersja o arcybiskupie Moguncji jest najbardziej popularna. Aluzję do niej znaleźć można w wierszu „The Children’s Hour” Longfellowa:
They almost devour me with kisses,
Their arms about me entwine,
Till I think of the Bishop of Bingen
In his Mouse-Tower on the Rhine!
W 1689 r. wieża została zniszczona przez armię francuską, a następnie odbudowana w 1855 r. jako pruska wieża sygnalizacyjna.
Legenda o Mysiej Wieży w Bingen ma swój odpowiednik w Polsce; jest nią podanie o Popielu, przytoczone przez Galla Anonima w Kronice polskiej i tradycyjnie wiązane z Mysią Wieżą na zamku w Kruszwicy.